# Acrocercops isodelta
Acrocercops isodelta là một loài bướm đêm thuộc họ Gracillariidae. Nó được tìm thấy ở Sri Lanka và Ấn Độ. Nó được miêu tả bởi Edward Meyrick năm 1908. Ấu trùng ăn Colebrookea oppositifolia và Elsholtzia fruticosa.